# Хальфар, Даниэль
Даниэ́ль Ха́льфар (нем. Daniel Halfar; род. 7 января 1988, Мангейм, Баден-Вюртемберг) — немецкий футболист, полузащитник, тренер.

## Карьера

### Клубная
Хальфар начал заниматься футболом в клубе «Феникс» из своего родного города Маннгейма, а в 10 лет перешёл в школу «Кайзерслаутерна», чьим воспитанником он и является. В Кайзерслаутерне он сначала играл за вторую команду в Региональной лиге. 11 декабря 2005 он дебютировал за основную команду в Бундеслиге в игре против «Баварии». В конце 2005 года Даниэль заключил профессиональный контракт с «Кайзерслаутерном» длительностью в 4,5 года.
Оба своих первых гола в Бундеслиге Хальфар забил 4 февраля 2006 в матче «дьяволов» против «Дуйсбурга». Тем самым он стал не только самым молодым игроком, когда-либо забивавшим за «Кайзерслаутерн» в Бундеслиге, но и самым молодым игроком в истории высшей лиги немецкого футбола, забившим дубль. На тот момент его возраст был 18 лет и 28 дней.
В июле 2007 года Хальфар был отстранён от тренировок с основной командой «по дисциплинарным причинам», и в августе этого же года он перешёл в «Арминию», с которой заключил трёхгодичный контракт. Вместе с «Арминией» он в 2009 году вылетел из Бундеслиги.
Летом 2010 Даниэль перебрался в «Мюнхен 1860», подписав там контракт на 2 года. Он дебютировал за мюнхенский клуб во втором туре сезона 2010/11 в домашней игре против «Оснабрюка». Отчасти из-за травм Штефана Айгнера в первой половине и Даниэля Бирофки. во второй половине сезона Хальфару удалось стать в Мюнхене игроком основного состава. Всего в этом сезоне он сыграл за «львов» 23 игры и забил 2 мяча. Также в том сезоне он отдал больше всех в команде голевых передач – девять. Летом 2011 он продлил свой контракт до 2014 года.
Сезон 2011/12 он также начал как игрок стартового состава. В первых 12 матчах сезона Хальфар забил трижды и отдал столько же результативных передач, но затем он получил травму и до зимней паузы больше не появлялся на поле.

### В сборной
Играл за юношеские сборные Германии до 18 и 19 лет, а также за молодёжную сборную Германии. Свой первый мяч за молодёжку забил 23 мая 2008 в матче против Украины.